# Aprostocetus brachycerus
Aprostocetus brachycerus är en stekelart som först beskrevs av Thomson 1878.  Aprostocetus brachycerus ingår i släktet Aprostocetus och familjen finglanssteklar. Arten är reproducerande i Sverige. Inga underarter finns listade i Catalogue of Life.